# Abraham Duquesne

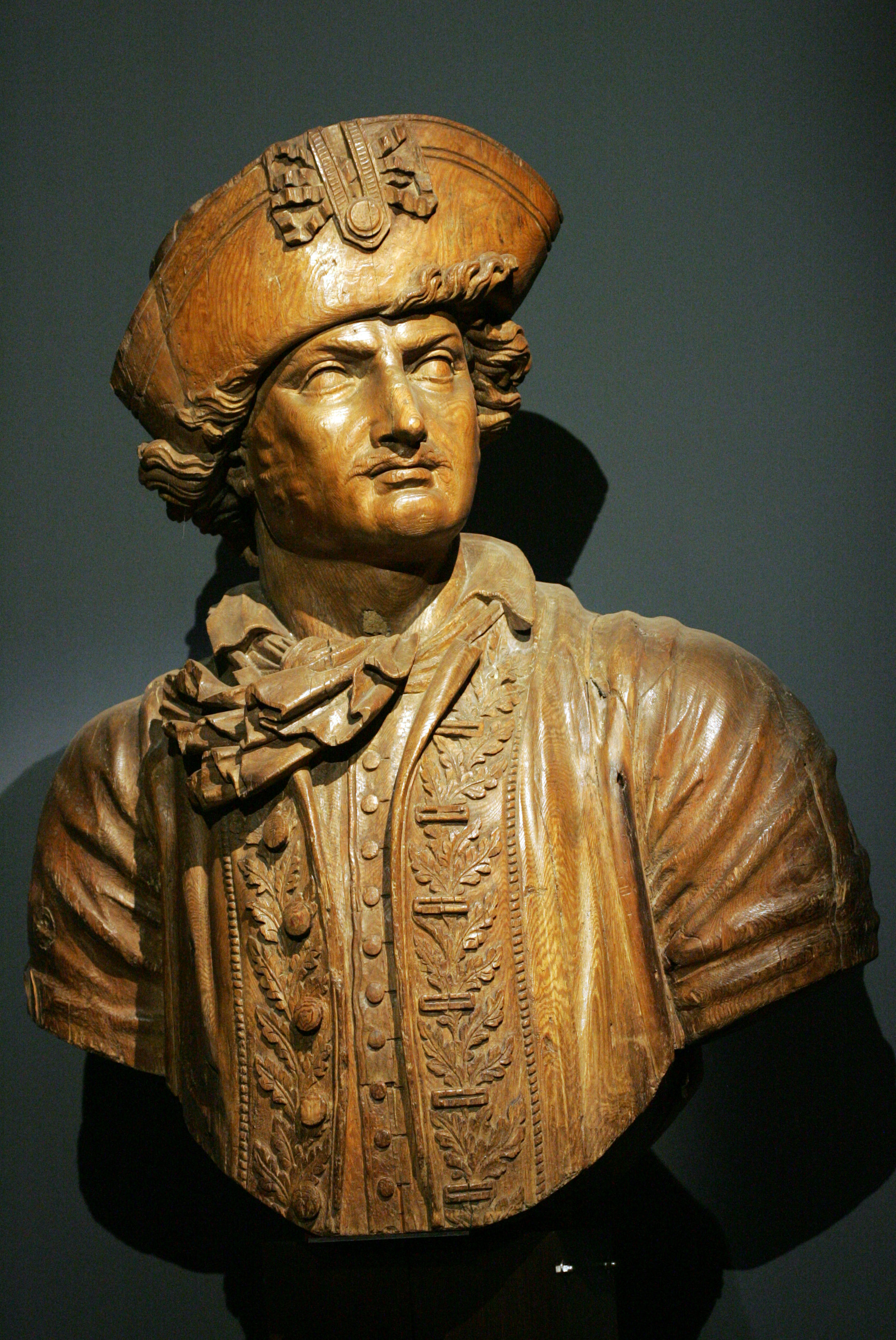
Duquesne mellszobra

Abraham Duquesne [ejtsd: düken] (Dieppe, 1610. – Párizs, 1688. február 2.) márki, francia ellentengernagy.

## Élete
Miután a francia–spanyol háborúban (1637-43) több ízben kitűnt, 1643-ban svéd szolgálatba lépett. A Torstenson-háború során megverte a dán és az egyesült dán-holland hajóhadat, úgyhogy Dánia kénytelen volt 1645-ben megkötni a brömsebroi békét. Hazájába visszatérve, saját költségén szervezett hajóhadat, mellyel a fellázadt Bordeaux segítségére siető spanyolokat és angolokat megverte és a várost meghódításra kényszerítette.
XIV. Lajos szolgálatába lépve 1672–1673-ban sikerrel harcolt a francia–holland háborúban Ruyter és Tromp admirálisok ellen; azután a messinai felkelést támogatta, és csekély haderővel egy egész esztendeig küzdött Spanyolországnak és Hollandiának túlnyomó hadereje ellen, míg végre 1676-ban Messina vizein az augustai csatában az ellenséges hajóhadat teljesen leverte: Ruyter elesett és Szicília a franciák birtokába került.
Az újabb francia–spanyol háború során 1681–1683-ig véres bosszút vett Tripolisz és Algír kalóz-államain, 1684-ben pedig Lajos király parancsára Genovát bombázta porrá. A király erre márkivá tette, meghívta a Haditengerészeti Tanácsba, és a nantes-i ediktum felfüggesztésekor (1685) elrendelte, hogy a protestáns Duquesne-t a számkivetéstől megkíméljék.
1844-ben szülővárosa emlékszobrot emelt neki.